# Wyż demograficzny

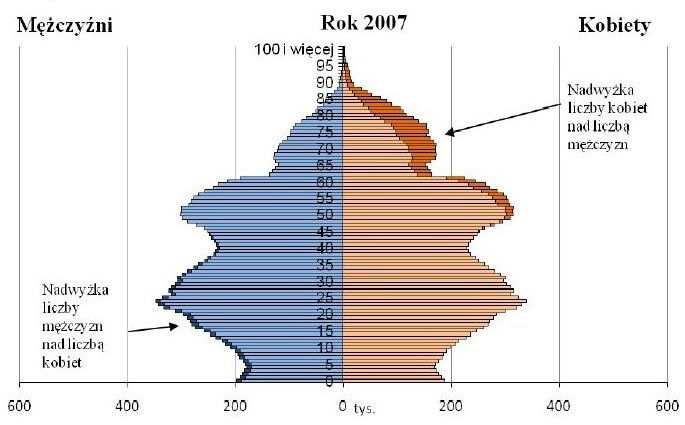
Piramida wieku ludności (GUS 2007). Widoczne dwa wyże demograficzne.

Wyż demograficzny – okresowy, krótkotrwały wzrost liczby urodzeń pojawiający się po ustaniu czynnika niesprzyjającego prokreacji np. po wojnie. Wówczas dochodzi do realizacji odkładanych wcześniej decyzji o zawarciu związku małżeńskiego i posiadaniu potomstwa. Następuje powojenna rekompensata małżeństw i urodzeń , czyli okresowy krótkotrwały wzrost liczby urodzeń („baby boom”). Pokolenie urodzone w tym okresie jest zdecydowanie liczniejsze od innych grup wieku. W piramidzie płci i wieku zaznacza się jako wybrzuszenie. Następstwem wkraczania pokolenia wyżowego w wiek rozrodczy jest kolejny w.d. (echo wyżu), gdyż liczniejsze pokolenie rodziców daje także liczniejsze pokolenie dzieci. W piramidzie wieku i płci ludności Polski zaznacza się charakterystyczne naprzemienne występowanie grup wyżowych i niżowych spowodowane I i II wojną światową. Jest to tzw. falowanie wyżów i niżów demograficznych. Ma ono znaczne konsekwencje dla dynamiki zaludnienia, rozwoju sieci żłobków, szkół, przedszkoli, polityki zaludnienia, systemu zabezpieczeń emerytalnych itd.